# ساحره پورتوبلو
ساحرهٔ پورتوبلو (پرتغالی: A Bruxa de Portobello) نام یک رمان نوشتهٔ پائولو کوئلیو، نویسندهٔ مشهور برزیلی است که در سال ۲۰۰۶ میلادی منتشر شده است. این کتاب در ایران توسط آرش حجازی ترجمه و به وسیلهٔ انتشارات کاروان در سال ۱۳۸۶ منتشر گردیده‌است.